# 札幌市立陵陽中学校
札幌市立陵陽中学校（さっぽろしりつ りょうようちゅうがっこう）は、北海道札幌市豊平区平岸6条11丁目にある市立中学校。
校名は、小高い丘を削り校舎を建築したところから、「太陽の輝く丘の上に位置する」という意味を込めている。

## 沿革
- 1961年 - 開校事務取扱の発令。
- 1962年8月19日 - 札幌市立月寒中学校、札幌市立平岸中学校から分割し開校。

## 周辺　交通
- 札幌市豊平区役所
- 月寒公園

最寄り駅：南平岸駅、美園駅から徒歩で約11分
最寄りバス停：豊平区役所から徒歩で約２分

## 部活動
- 野球部
- 男子バスケットボール部
- 女子バスケットボール部
- 女子バレーボール部
- 卓球部
- サッカー部
- バドミントン部
- 演劇部
- 美術部
- パソコン部

## 出身者
- キドカラー大道　元タレント（たけし軍団）
- すずき一平　歌手
- 寺久保エレナ　ジャズサックス奏者
- 宮部和弘　元サッカー選手（古河電工）
- 山橋貴史　元サッカー選手（セレッソ大阪）、現サッカー指導者